# AGM-158 JASSM

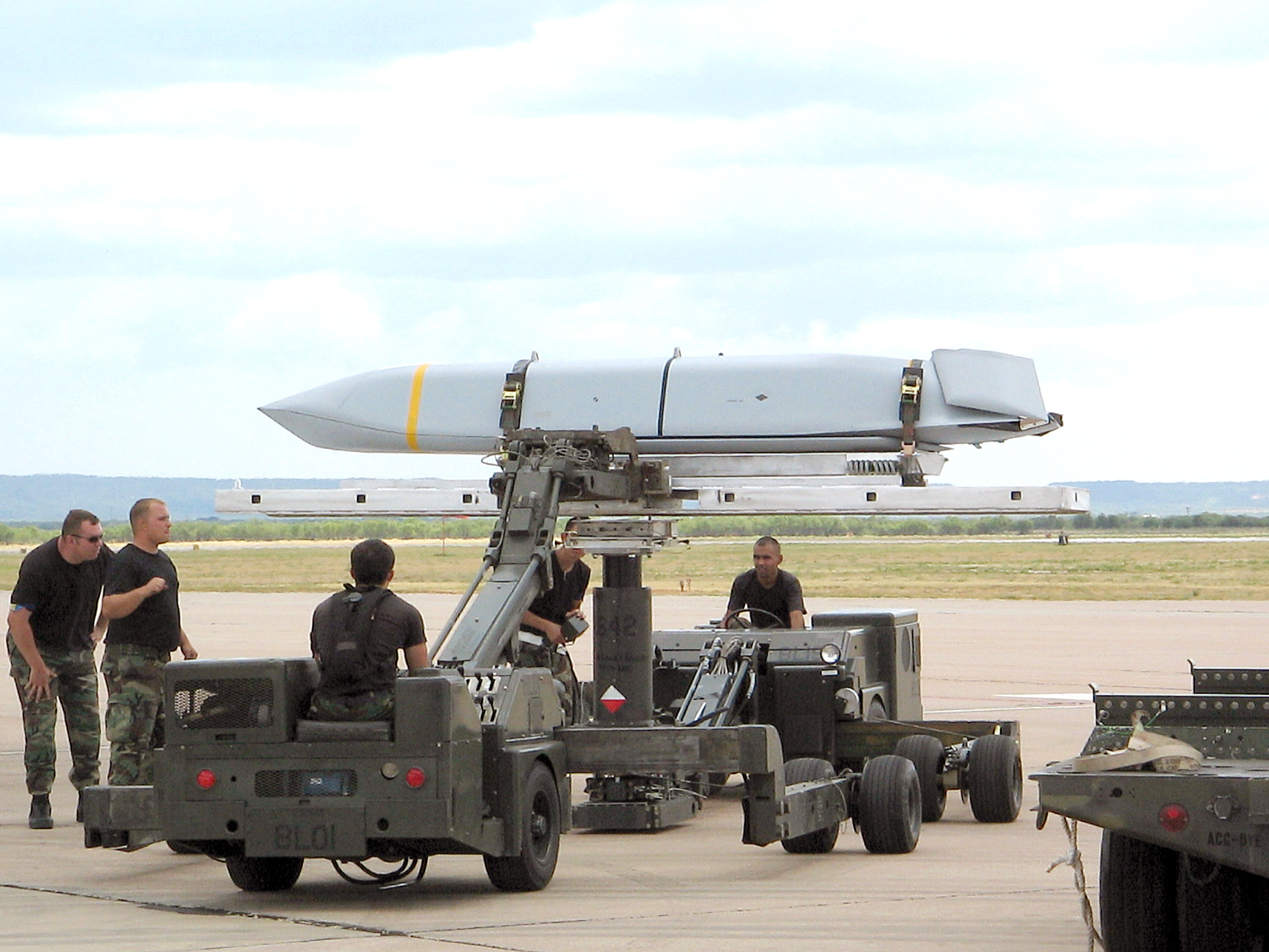
AGM-158 JASSM

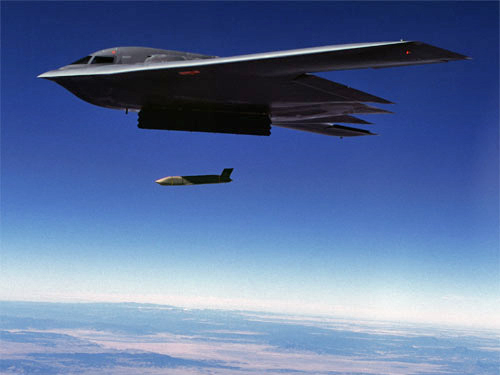
Запуск з B-2 Spirit

AGM-158 JASSM (скор. англ. Joint Air-to-Surface Standoff Missile) — американська високоточна крилата ракета класу «повітря — поверхня», розроблена корпорацією Lockheed Martin. Призначена для ураження важливих, високозахищених стаціонарних і цілей, що переміщуються (квазістаціонарних), в будь-яких метеоумовах і в будь-який час доби, з дистанцій поза зоною дії засобів ППО супротивника.
Створена з використанням технологій малої радіолокаційної помітності. На ракеті встановлено турбореактивний двигун. У складі системи наведення, поряд з інерціальною системою керування з корекцією від приймача сигналів супутникової системи GPS з високим ступенем радіоелектронного захисту, використовується сучасна (на 2012 рік) інфрачервона голівка самонаведення (працює на кінцевій ділянці польоту), встановлена система автономного розпізнавання цілей.
На основі AGM-158 JASSM розроблена малопомітна протикорабельна крилата ракета великої дальності AGM-158C LRASM (Long Range Anti-Ship Missile).
Станом на 2024 рік JASSM інтегрована до складу озброєння наступних носіїв: бомбардувальники B-1B, B-2 і B-52H, багатоцільові винищувачі F-15E, F-16 та F/A-18. Роботи з інтеграції з F-35 ведуться.
Виробнича вартість: $0,7 млн. Загальна вартість програми: $ 3 млрд.
Станом на 2024 рік, виготовлено 6529 ракет.

## Історія
Програма JASSM (англ. Joint Air-to-Surface Standoff Missile, буквально єдина ракета класу «повітря — поверхня», що запускається поза зоною ураження ППО) стартувала 1995 року, після згорнутої програми, через високу вартість, AGM-137 TSSAM (англ. Tri-Service Standoff Attack Missile). Метою розробки була малопомітна високоточна ракета великої дальності, що забезпечує можливість застосування носієм без заходу в зону ураження ППО противника і має значно знижену щодо TSSAM вартість.
У червні 1996 року, двом компаніям Lockheed Martin та McDonnell Douglas (зараз Boeing), були видані контракти на етап попереднього опрацювання концепції та окремих елементів ракети та визначення шляхів зниження ризику при її створенні (PDRR — англ. Program Definition and Risk Reduction), розрахований на 24 місяці. Одночасно, двом конкуруючим розробкам були привласнені індекси AGM-158A і AGM-159A, відповідно.
У квітні 1998 року Lockheed Martin виграла контракт на етап EMD проектування та промислової розробки JASSM.
Льотні випробування AGM-158A з двигуном почалися в листопаді 1999 року, а доводочні випробування ракети — в січні 2001 року. Запуск у виробництво малої установчої серії був схвалений в грудні 2001 року, а в середині 2002 року, розробка JASSM офіційно увійшла в стадію OT&E експлуатаційних випробувань та оцінки Однак, дві невдачі пов'язані з випробуваннями бойової частини наприкінці 2002 року затримали виконання програми принаймні на три місяці. Тим не менш, у квітні 2003 року стендові відпрацювання були успішно завершені. Перші ж два льотних випробування в травні 2003 року були аварійними з причин, пов'язаних з двигуном та пусковим пристроєм. Остаточна сертифікація готовності до військової експлуатації на B-52 була отримана в жовтні 2003 року, при цьому на майбутнє планувалася інтеграція JASSM з усіма, що експлуатуються в США ударними літаками, включаючи: F-15E, F-16, F/A-18, F-35, B-1B, B-2 і B-52.
Згідно з планами, що існували на 2000 рік, передбачалася закупівля 4000 JASSM для ПС США і 700 ракет для ВМС США при вартості серійного зразка близько 400 тис. доларів США.
ВМС США, хоча і були партнером з реалізації програми Єдиної ракети класу «повітря — поверхня», що запускається поза зоною ураження ППО, щодо AGM-158 поводилися стриманіше, ніж у ПС США, воліючи мати замість неї AGM-84H/K SLAM-ER. Спочатку, закупівля 450 JASSM була відкладена на 2007 рік, а в підсумку, 2005 року була скасована взагалі. Починаючи з 2006 фінансового року, ВМС перестали виділяти кошти і на ведення НДДКР по даній програмі.
Станом на 2008 рік потреби ПС США в AGM-158 оцінювалися в 4900 ракет, початок повномасштабного виробництва базової модифікації AGM-158A було схвалено в травні 2004 року. До травня 2007 близько 600 ракет було поставлено виробником у ПС.
До 2023 року компанія Lockheed Martin могла виробляти загалом понад 500 ракет версій JASSM і LRASM на рік, з планами збільшити виробництво до 1 000 ракет щорічно.

### Закупівлі
У 2008 році з компанією Lockheed Martin був укладений сьомий за рахунком контракт, вартістю $ 107 млн, на виробництво ще 111 ракет, після чого загальна кількість замовлених ракет склала 1053 одиниць.
У жовтні 2009 року проведені випробування JASSM на надійність. Було успішно уражено 15 цілей в 16 пусках.
2 квітня 2020 року Пентагон затвердив замовлення від міністерства оборони США вартістю $946 млн на 790 ракет JASSM-ER: 360 ракет Lot 17 JASSM-Extended Range (ER), 40 ракет Lot 17 Foreign Military Sales (FMS) JASSM-ER та 390 ракет Lot 18 JASSM-ER.

#### Австралія
У вересні 2021 року прем'єр-міністр Австралії Скотт Моррісон оголосив, що Австралія придбає JASSM-ER для винищувачів F/A-18F Super Hornet та F-35A Королівських повітряних сил Австралії.

#### Польща
У 2014 році Польща звернулася до Конгресу США за схваленням покупки AGM-158 JASSM для розширення можливостей глибоких ударів своїх винищувачів F-16 Block 52+. Конгрес схвалив угоду на початку жовтня, а переговори завершилися на початку листопада 2014 року. Польща підписала контракт на $250 мільйонів для модернізації своїх F-16 та оснащення літаків крилатими ракетами (AGM-158) JASSM на церемонії, що відбулася на авіабазі Познань, Польща, 11 грудня 2014 року. За планом, ракети мали ввести в експлуатацію у 2017 році, і Польща розглядала можливість додаткової закупівлі версії з великим радіусом дії JASSM-ER. У грудні 2015 року було підписано контракт на виробництво Lot 13. Контракт включав 140 ракет JASSM для Фінляндії, Польщі та США, 140 ракет JASSM-ER для США, а також дані, інструменти та випробувальне обладнання. Повідомлялося, що це остання партія, яка включатиме версії без збільшеного радіусу дії. Перші модернізовані F-16 Польщі мали бути готові до 2017 року, коли будуть доставлені перші ракети. Роботи планувалося завершити до 29 червня 2019 року. У листопаді 2016 року Державний департамент США схвалив можливий продаж 70 ракет AGM-158B JASSM-ER Польщі. Станом на березень 2024 року Державний департамент США схвалив потенційний продаж до 821 додаткової ракети AGM-158B-2 JASSM-ER та різного додаткового обладнання підтримки уряду Польщі на суму $1,77 мільярда.

#### Фінляндія
У 2020 році Фінляндія вирішила закупити 200 ракет JASSM-ER. Спочатку робота з інтеграції у Фінляндії мала бути завершена до кінця 2016 року, але її було завершено лише в березні 2018 року, коли фінські F/A-18 Hornet успішно випустили дві ракети JASSM на військово-морській авіабазі China Lake.

#### Японія
У своїй програмі середньостроковій оборонній програмі 2019 року уряд Японії представив план придбання JASSM-ER і AGM-158C LRASM для використання на своїх винищувачах F-15J.
У серпні 2023 року Державний департамент США схвалив закупівлю до 50 JASSM-ER. З іншого боку, через перевищення бюджету на модифікацію F-15J для оснащення цими ракетами, LRASM було відхилено в 2021 році на користь вдосконаленої версії (що перебуває в розробці) їхньої власної ракети «Тип 12» для ураження кораблів.

## Конструкція
Конструкція крилатої ракети має нормальну аеродинамічну схему і є низькопланом із складаними елевонами. У конструкції ракети широко використані композиційні матеріали на основі вуглецевих волокон. Як силова установка застосовується одновальний, одноконтурний турбореактивний двигун J402-CA-100 компанії Teledyne Turbine Engines з удосконаленими, порівняно з вихідним двигуном J402-CA-400 протикорабельної ракети «Гарпун», компресором та паливною системою. Система керування комбінована, інерціальна з корекцією накопичених нею помилками за даними приймача сигналів супутникової навігаційної системи NAVSTAR. На кінцевій ділянці траєкторії польоту може використовуватися інфрачервона головка самонаведення (ІЧ ГСН) та програмно-апаратні засоби автономного розпізнавання цілей.

### Бойова частина
На JASSM використана унітарна проникаюча бойова частина J-1000 (серійне позначення WDU-42/B) масою близько 450 кг. Корпус БЧ виконаний з вольфрамового сплаву і споряджений 109 кг високоефективної малочутливої вибухової речовини AFX-757.
У донної частини БЧ є вентиляційні отвори та патентоване «термічно-реактивне» стопорне кільце. Стопорне кільце звільняється при температурі близько 140—150 градусів Цельсія (290 градусів за Фаренгейтом). Це забезпечує продувку основного заряду через вентиляційні отвори, що виключає накопичення надлишкового тиску та відсутність іншої реакції на вплив небезпечних факторів, крім горіння заряду.
Для ініціювання БЧ використовується програмований детонатор FMU-156/B (англ. Joint Programmable Fuze — єдиний програмований детонатор). Підривник електромеханічного типу містить 150 грам вибухової сполуки PBXN-9.
Використані при розробці J-1000 рішення та матеріали дозволили їй стати одним з перших боєприпасів, що пройшли сертифікацію на знижену чутливість та одночасно, що отримав групу ризику 1.2.3 за класифікацією небезпеки стандарту MIL-STD-2105.
Відношення маси БЧ до площі поперечного перерізу 0,64. БЧ J-1000 при швидкості 300 м/с може проникати в ґрунт середньої щільності на глибину від 6,1 до 24,4 метрів та пробивати залізобетонні плити загальною товщиною 1,2-2,1 метрів.
При розробці, залежно від типу цілі, що вражається, передбачалася можливість застосування на ракеті касетної БЧ. Для спорядження касетної бойової частини, розглядалися суббоєприпаси BLU-97 GEM (комбінованої дії). Про реалізацію даних планів, на 2012 рік інформація відсутня.

## Варіанти та модифікації

### AGM-158B JASSM-ER
Розроблено модифікацію AGM-158 JASSM-ER (AGM-158В), яка відрізняється від базової версії ракети збільшеними паливними баками, а також більш економічним двоконтурним турбореактивним двигуном Williams International F-107-WR-105 (на базі Williams F112, замість колишнього одноконтурного). За рахунок цих поліпшень JASSM-ER зможе вражати цілі на відстані до 980 кілометрів від місця пуску. Своє офіційне позначення AGM-158B модифікація отримала в середині 2002 року, а контракт з ПС США на розробку та демонстрацію JASSM-ER був укладений у лютому 2004 року.
Початок льотних випробувань планувався на 2006 рік, в серійному виробництві ракета AGM-158В перебуває з середини 2008 року.

### AGM-158C LRASM
JASSM-ER також є основою для AGM-158C Long Range Anti-Ship Missile (протикорабельна ракета великої дальності), який є стелс-версією JASSM-ER з новою системою самонаведення. Повітряні сили США використовували бомбардувальник B-1 Lancer для завершення тесту з LRASM, щоб переконатися, що бомбардувальник може нести його, оскільки обидві ракети використовують однакову конструкцію. LRASM спочатку не планувалося розгортати на B-1, оскільки він був призначений виключно як демонстратор технологій, але у лютому 2014 року Пентагон санкціонував інтеграцію LRASM на авіаційні платформи, включаючи B-1 ПС США, як оперативну зброю для задоволення потреб ВМС та ПС у сучасній протикорабельній ракеті. У серпні 2015 року ВМС офіційно призначили авіаційний LRASM як AGM-158C. LRASM досяг початкової оперативної готовності на B-1B у грудні 2018 року.

### AGM-158B-2
У березні 2016 року компанія Lockheed Martin почала аналіз удосконаленої конструкції крил, щоб ще більше збільшити дальність польоту. У вересні 2018 року корпорація отримала контракт на розробку варіанту AGM-158 «Extreme Range». Зброя мала б важити близько 5000 фунтів (2300 кг) і доставляти боєголовку масою 2000 фунтів (910 кг) на відстань до 1200 миль (1900 км; 1000 морських миль). Спочатку її називали JASSM-XR, а пізніше їй присвоїли позначення AGM-158D. Вона оснащена новим блоком керування ракетою, змінами в конструкції крил, іншим покриттям, електронним безпечним підривником, захищеним GPS-приймачем та вимогами до захисту програм за ціною одиниці $1,5 мільйона. Виробництво малої серії розпочалося у 2021 році в рамках Лоту 19 з початком поставок у січні 2024 року зі швидкістю п'ять ракет на місяць для перших 40 ракет. Пізніше позначення ракети було знову змінено на AGM-158B-2.
Також розробляються майбутні варіанти: AGM-158B-3 додатково вдосконалить GPS-приймач, впровадивши можливості M-Code, а AGM-158D покращить продуктивність завдяки новим конструкціям крила та «чина» (верхньої частини корпусу), інтеграції лінії прямої та позапрямої видимості каналу передачі даних зброї для можливості перенаведення після запуску, а також оновленням програмного забезпечення для підвищення живучості.

### Система пуску Rapid Dragon
У 2020 і 2021 роках Лабораторія досліджень ПС і компанія Lockheed розробили та протестували «Rapid Dragon», модуль для запуску кількох ракет AGM-158, які можуть скидатися з вантажних літаків C-130 або C-17 як низьковартісний метод швидкого забезпечення масового запуску JASSM за допомогою немодифікованих транспортних засобів. Це особливо корисно для військово-повітряних сил, окрім ПС США, які не мають спеціальних бомбардувальників, здатних нести велику кількість крилатих ракет повітряного базування.
9 листопада 2022 року Rapid Dragon був продемонстрований біля берегів Норвегії в Норвезькому морі на полігоні Andøya Space Defense Range за допомогою літака MC-130J Commando II з 352-го крила спеціальних операцій (67-ї ескадрильї спеціальних операцій) у рамках навчань Atreus.

## Тактико-технічні характеристики

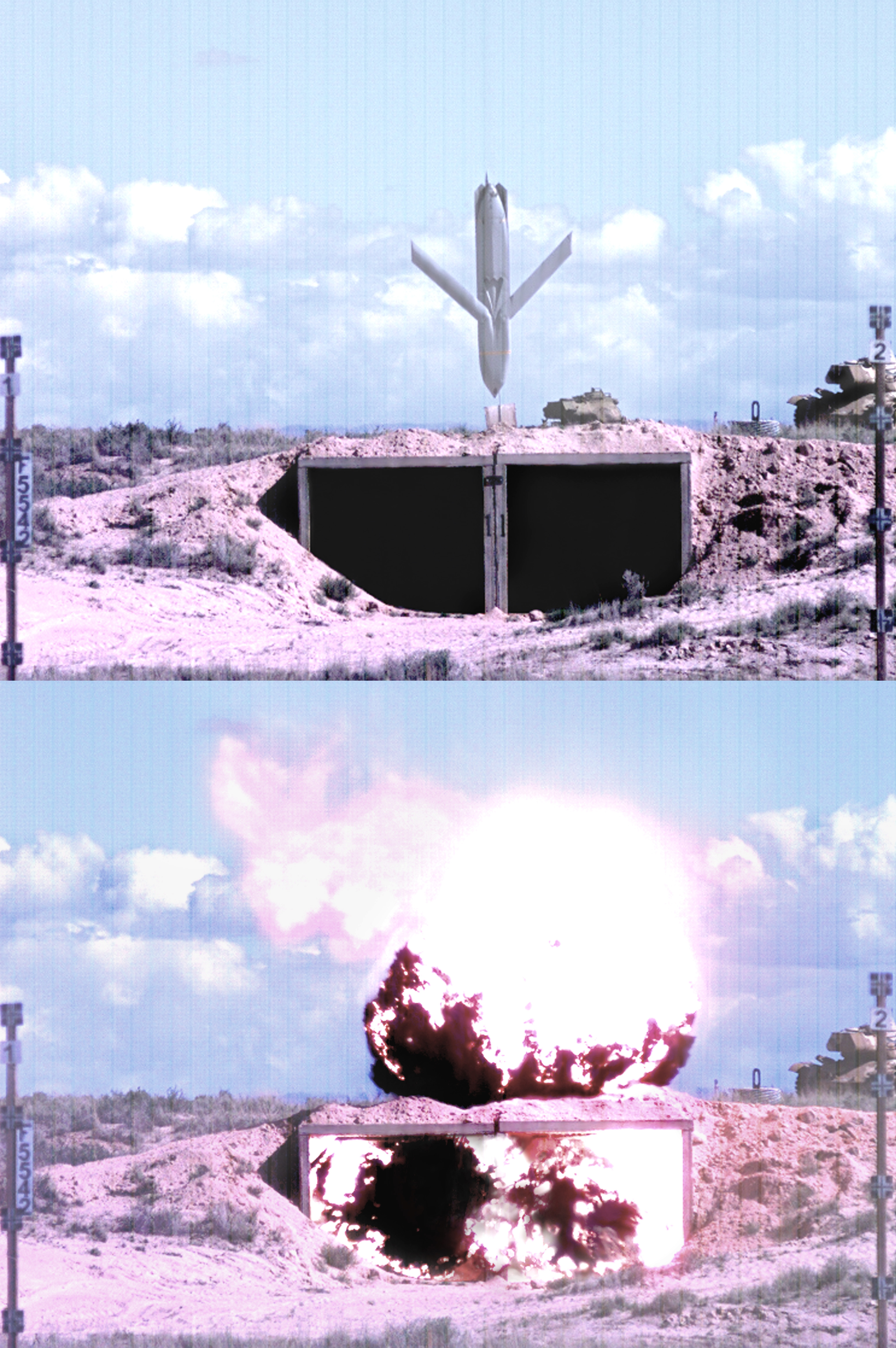
JASSM вибухає над укріпленою ціллю під час випробувань

|                                        | AGM-158A JASSM                                                                                            | AGM-158B JASSM-ER                                                                                         |
| -------------------------------------- | --- | --- |
| Початкова оперативна готовність        | 2003 | 2010 |
| Дальність                              | 360 км | 980 км |
| Довжина                                | 4,27 м | 4,27 м |
| Розмах крила                           | 2,4 м | 2,4 м |
| Перетин корпусу (В × Ш)                | 0,45 × 0,55 м                                                                                             | 0,45 × 0,55 м                                                                                             |
| Маса                                   | 1020 кг                                                                                                   | |
| Швидкість польоту                      | 775—1000 км/год (0,65-0,85 М)                                                                             | 775—1000 км/год (0,65-0,85 М)                                                                             |
| Маршовий двигун                        | ТРД Teledyne CAE J402-CA-100 (тяга 3,0 кН)                                                                | ТРДД Williams F107-WR-105                                                                                 |
| Бойова частина                         | WDU-42/B (J-1000) проникаюча, 435-450 кг (Вибухові сполуки: 109 кг AFX-757)                               | WDU-42/B (J-1000) проникаюча, 435-450 кг (Вибухові сполуки: 109 кг AFX-757)                               |
| Підривник                              | FMU-156/B «Єдиний програмований детонатор»                                                                | FMU-156/B «Єдиний програмований детонатор»                                                                |
| Система керування                      | інерціальна (ІНС) з корекцією за даними: ГНСС GPS, рельєфометрії та ІЧ ГСН                                | інерціальна (ІНС) з корекцією за даними: ГНСС GPS, рельєфометрії та ІЧ ГСН                                |
| Точність (Кругове ймовірне відхилення) | 3 м | 3 м |
| Носії                                  | B-52Н — 12 ракет B-1B — 24 ракети B-2 — 16 ракет F-15E — 3 ракети F-16C/D, F/A-18E/F, F-35C — по 2 ракети | B-52Н — 12 ракет B-1B — 24 ракети B-2 — 16 ракет F-15E — 3 ракети F-16C/D, F/A-18E/F, F-35C — по 2 ракети |

## Бойове застосування
JASSM вперше був використаний під час ракетних ударів по Сирії 14 квітня 2018 року під час Громадянської війни в Сирії. Два бомбардувальники B-1 Lancer випустили 19 ракет JASSM у рамках ударів по трьох цільових об'єктах сирійського уряду, які вважалися місцями виробництва хімічної зброї. Усі 19 ракет JASSM були випущені по дослідницькому центру в Барзі, який був знищений під час удару. За даними російських державних ЗМІ, дві ракети, що не розірвалися, були знайдені Сирійською армією та передані до Росії для вивчення 18 квітня, але жодних доказів цієї заяви не було надано; спочатку повідомлялося, що використовувалися ракети JASSM-ER, але пізніше було уточнено, що застосовувалися базові моделі JASSM.
27 жовтня 2019 року, наприкінці рейду в Бариші для захоплення або вбивства Абу Бакра аль-Багдаді, тодішнього лідера терористичної організації Ісламська держава Іраку та Леванту (ІДІЛ), було використано кілька ракет AGM-158B для повного знищення комплексу, де відбувалася операція. Це був другий випадок застосування цієї ракети в бойових умовах.
Щонайменше 20 ракет AGM-158 також було використано під час атак США в Ємені у період з березня по травень 2025 року.

## Оператори

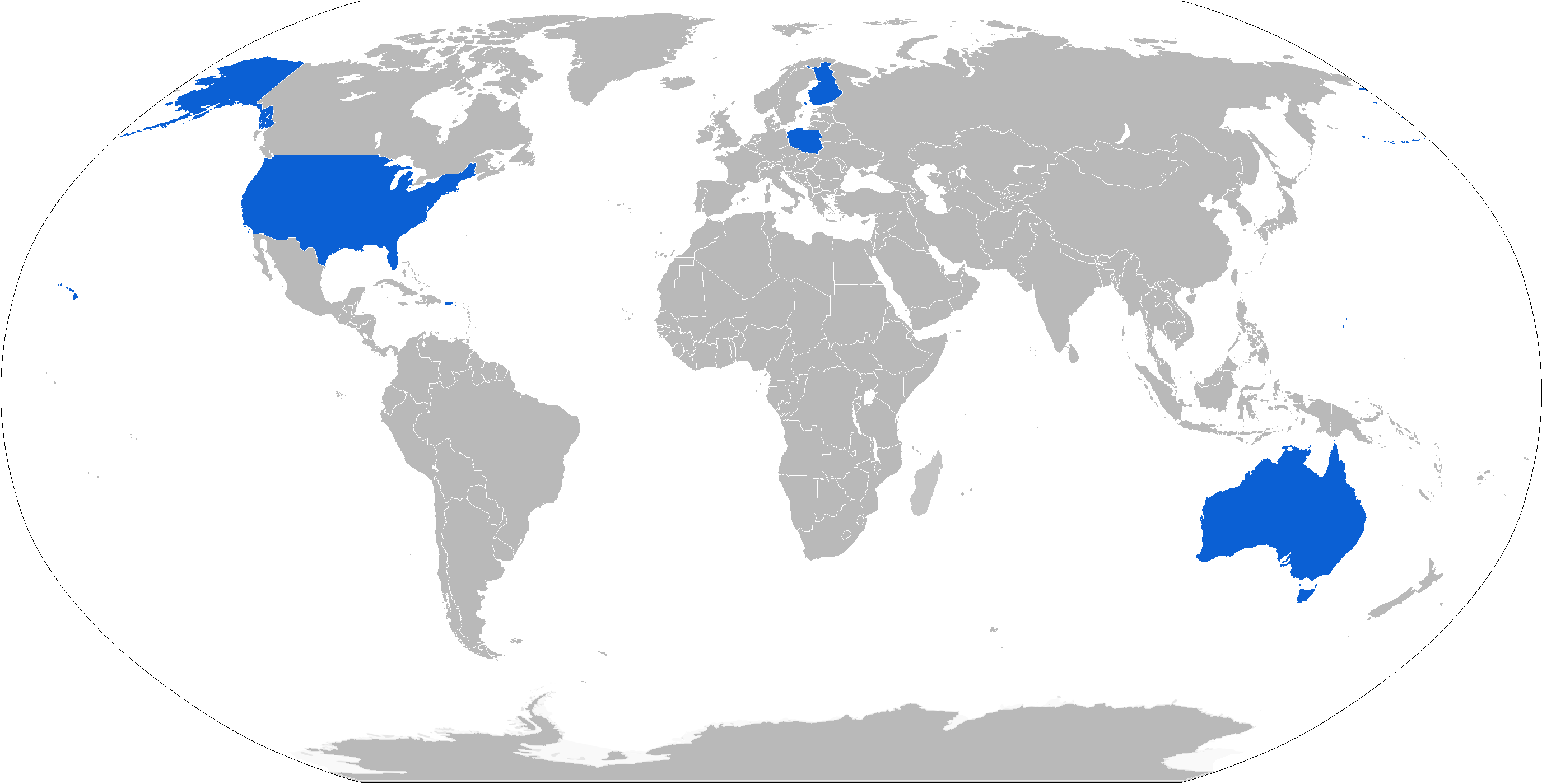
Оператори AGM-158 на карті позначені синім

### Поточні
Австралія
- Королівські повітряні сили Австралії

 Нідерланди
У лютому 2024 року Управління з питань оборонної співпраці та безпеки Департаменту оборони США повідомило про погодження можливого продаж Нідерландам крилатих ракет JASSM-ER для озброєння винищувачів F-35A.
Йдеться про постачання до 50 далекобійних ракет класу «повітря-поверхня» AGM-158B/B-2 Joint Air-to-Surface Standoff Missiles with Extended Range (JASSM-ER) і супутнього обладнання.
 Фінляндія
- Повітряні сили Фінляндії

 Польща
- Повітряні сили Польщі: В грудні 2014 року був замовлений пакет озброєнь та послуг вартістю $250 млн. Серед іншого, польські ПС мали отримати 40 ракет AGM-158A, а також модернізацію винищувачів F-16C/D Block 52+ зі стандарту M4.3 до стандарту M6.5. Модернізація перших винищувачів розпочалась наприкінці 2016 року, а перша партія ракет була отримана на початку 2017 року. Початкова оперативна готовність з ракетами JASSM має бути оголошена в березні 2017 року. Решта ракет має бути поставлена протягом 2017 року, а повне виконання контракту очікується до кінця 2019 року[52]. 
У березні 2024 року Державний департамент Сполучених Штатів схвалив можливий продаж 821 ракети AGM-158B-2 JASSM-ER[14]

 США
- Повітряні сили США

### Майбутні
Німеччина
- Повітряні сили Німеччини[53][54]

 Нідерланди
- Королівські повітряні сили Нідерландів: 120 AGM-158B/B-2[55][56][57]

 Японія
- Повітряні сили Японії[58]: 50 AGM-158B/B-2[59].

### Можливі
- Україна: 15 серпня 2024 року видання Politico повідомило, що адміністрація президента Джо Байдена опрацьовує надання Україні цих ракет для F-16[60].

## Виноски
1. ↑  EMD (англ. Engineering and Manufacturing Development) — фактично, підготовка до серійного виробництва, передсерійних етап.
2. ↑  OT&E (англ. Operational Testing & Evaluation) — фактично, військові випробування, оцінка можливостей комплекса.
3. ↑  Малочутлива пластична вибухова сполука на основі октогена (92,5 %), як органічне сполучне в якому використовується гума на основі сополімера етилакрилату та бутилакрилата марки HyTemp-4454 (2 %), а як пластифікатор діоктіл адипат (5,5 %) складний ефір адипінової кислоти та 2-етилгексилового спирту.
4. ↑  Стандарт MIL-STD-2105 визначає вимоги до боєприпасів зниженої уразливості. Вперше вимоги до таких боєприпасів були сформульовані 1984 року (NAVSEAINST 8010.5), після серії аварій у ВМС США і флотах союзників, з важкими наслідками: 1973 року через іскріння в гальмі залізничного складу, що перевозив боєприпаси для авіації ВМС США, споряджені трітоналом, загорілися двері в одному з вагонів, внаслідок вибуху боєприпасів та пожежі було знищено 28 вагонів на значну тоді суму 24 млн доларів, 49 людей були поранені; 1981 року, внаслідок аварії з боєприпасами на авіаносці «Німіц» збиток склав 58 млн доларів; 1982 року, в Фолклендській війні, протикорабельна ракета «Екзосет», що потрапила в корабель Великої Британії «Шеффілд», не вибухнула, але у відсіку боєприпасів розпочалася сильна пожежа, що знищила корабель і 20 осіб екіпажу. Враховуючи, що такі інциденти, в тому числі з величезними матеріальними та людськими втратами, мали місце і раніше, а основними причинами були висока чутливість застосовуваних ВР і дефекти спорядження боєприпасів ВМС США ініціювали програму переозброєння флоту на малопошкоджувані боєприпаси. Об'єднаний стандарт для всіх родів військ MIL-STD-2105B вийшов 1995 року.
5. ↑  За різноманітними джерелами. Варто пам'ятати, що J-1000 є бойовою частиною a 1000-pound class, тобто класу 1000 фунтів (близько 450 кг).